# The Pharcyde
A The Pharcyde (ejtsd: mint a far side kifejezést) egy 1989-ben alakult alternatív rap együttes Los Angelesből. Jelenlegi tagok: Imani, Bootie Brown. Volt tagok: Slimkid3, Fatlip. Lemezeiket a Delicious Vinyl, Cooking One Records kiadók jelentetik meg. Első nagylemezük bekerült az 1001 lemez, amelyet hallanod kell, mielőtt meghalsz című könyvbe.

## Diszkográfia
Stúdióalbumok
- Bizarre Ride II the Pharcyde (1992)
- Labcabincalifornia (1995)
- Plain Rap (2000)
- Humboldt Beginnings (2004)

## Egyéb kiadványok
- Chapter One: Testing the Waters (EP, 2000)
- Cydeways: The Best of the Pharcyde (válogatáslemez, 2001)
- Instrumentals (válogatáslemez, 2005)
- Sold My Soul: The Remix and Rarity Collection (válogatáslemez, 2005)